# Video art
A video art a hagyományos filmmel és a szcenikus mozgóképpel fogalmával szemben általában olyan mozgóképes művészeti alkotások összessége, melyek mozgóképi és/vagy hangadatot tartalmaznak. 
A video art szcenikus mozgókép közti fő különbség, hogy előbbi nem függ az utóbbit jellemző egyezményes elemektől. A video art nem feltétlenül használ színészeket, párbeszédet, nincs feltétlenül narratívája vagy forgatókönyve, nem függ semmilyen más kényelmes konvenciótól, melyek a szórakoztató célú mozgóképre jellemzők. A video art nem csak mozgókép egy formája, hanem más avantgárd műfajokból is származik.
A video art létrejöttében fontos szerepe volt a 8mm-es kameránál is olcsóbb média, mindenekelőtt a szalagos játszó-rögzítők (lásd például, Sony Portapak és Nam June Paik), később pedig a modern digitális háttértáras kamerás eszközök megjelenésének. A 60-as–70-es évektől létező ág az installációs művészet és a performansz felé is kapcsolódott.

## Videóművészek
A 2000-es évek elején ismert nyugati műfajteremtő videóművészek többek között:
- Vito Acconci
- Peter Campus
- Joan Jonas
- Paul McCarthy
- Bruce Nauman
- Nam June Paik

## Video art szervezetek
Video art intézmények és terjesztők:
- Electronic Arts Intermix, New York, USA
- Netherlands Media Art Institute, Amszterdam, Hollandia
- Park 4DTV, Amszterdam, Hollandia
- Video Data Bank, Chicago, USA

## Fordítás
- Ez a szócikk részben vagy egészben  a   Video art című angol Wikipédia-szócikk fordításán alapul.  Az eredeti cikk szerkesztőit annak laptörténete sorolja fel. Ez a jelzés csupán a megfogalmazás eredetét és a szerzői jogokat jelzi, nem szolgál a cikkben szereplő információk forrásmegjelöléseként.